# Сахаров, Юрий Николаевич
Ю́рий Никола́евич Са́харов (18 сентября 1922, Власовка, Шахтинский район, Ростовская область — 26 сентября 1981, Киев) — советский шахматист, мастер спорта СССР (1956), международный мастер ИКЧФ (1971), заслуженный тренер Украинской ССР.

## Биография
В 1940 году закончил десятилетку в Сталино, но в институт не поступил. Когда началась Великая Отечественная война, Юрия не взяли в армию как сына «врага народа», расстрелянного в 1938-м. Дважды мобилизовывался на инженерные работы (рытье окопов), но оба раза под натиском наступления немецко-фашистских войск при беспорядочном отступлении Красной Армии гражданские  мобилизованные оказывались предоставленными самим себе, и Сахаров дважды возвращался домой в Сталино. После второго возвращения оказалось, что советские войска и военкомат из города уже ушли, а немцы еще не пришли. Оставшись с матерью в оккупированном Сталино, вынуждены были постепенно распродавать свои вещи ради пропитания. Короткое время Сахаров работал секретарем в школе, директором которой был его шахматный учитель Аполлинарий Гаевский. В апреле 1942 года, когда материальное положение стало совсем отчаянным, Сахаров одним из первых эшелонов вместе с другими советскими гражданами выехал на работу в Германию, где его распределили на шахту Анна-3 вблизи города Альсдорф . Когда обнаружилось его знание немецкого языка, Сахарова, помимо основной работы, назначили переводчиком при коменданте лагеря. Впоследствии этот факт, наряду с добровольным выездом на работу в Германию, послужил поводом для обвинения его в измене родине.
В конце августа 1944 года с приближением линии фронта лагерь шахты Анна-3 был немцами эвакуирован, а лагерников отправили на новое место пешком. Но на первой же ночевке Сахаров сбежал (украв велосипед у полицейского) и вернулся на шахту Анна-3, где дождался прихода американских войск. Через некоторое время американцы, вместе с другими советскими гражданами, перевели его в лагерь в Бельгии. В расположении американских войск Сахаров военной службы не нес, привлекаясь лишь к вспомогательным (хозяйственным) работам и, соответственно, никаких военных наград не имел. В начале июня 1945 года Сахаров прибыл в советскую зону оккупации, откуда вернулся на родину.
После окончания войны поначалу жил и работал в Сталино, но вскоре переехал в Киев, где работал инспектором по шахматам и еще четырем видам спорта в спорткомитете Украинской ССР, за что получил в шахматных кругах прозвище Инспектор.
В 1951 г. блестяще выиграл полуфинал чемпионата СССР во Львове и выполнил норму мастера спорта.
В журнале «Шахматы в СССР» (№ 9, 1951, стр. 284) была опубликована статья А. П. Сокольского «Неожиданные результаты». «Большой неожиданностью явилась победа киевского кандидата в мастера Ю. Сахарова, занявшего первое место. Он был в числе лидеров в течение всего турнира.
Изящную комбинацию провел Сахаров (белые) против Ровнера.
Гроссмейстер С. Флор лидировал вместе с Сахаровым на протяжении большей части турнира». Окончание партии с Ровнером осталось единственным сохранившимся до наших дней примером творчества Сахарова в данном турнире.
25 августа 1951 года Юрий Сахаров был арестован, а все упоминания о нем были изъяты из готовившихся к печати изданий, включая сборник избранных партий шахматистов Украины под редакцией Исаака Липницкого и Бориса Ратнера (1952).
Вопреки версии, получившей распространение в целом ряде публикаций, Юрий Николаевич был арестован отнюдь не по случайному доносу. Документы его дела, хранящиеся в архиве СБУ, свидетельствуют, что уже сразу после возвращения из Германии он находился под пристальным наблюдением органов госбезопасности. Первый допрос свидетеля, имеющийся в упомянутом деле, датирован 2 декабря 1946 года. 7 марта 1952 года Военный трибунал Киевского военного округа по обвинению в измене родине приговорил Юрия Сахарова к 25 годам лишения свободы с последующим поражением в правах с конфискацией имущества. Отбывал срок в одном из лагерей Озерлага.
В 1955 году Сахарову было отказано в амнистии. Но в 1956 году он был освобожден независимыми друг от друга постановлениями сразу двух инстанций. Сначала, 25 июня 1956 года, Пленум Верховного суда СССР вынес постановление об его освобождении со снятием судимости. Когда же это постановление лишь в начале октября добралось до места заключения, то оказалось что Юрий Николаевич уже вышел на свободу (как "необоснованно осужденный" с припиской "считать несудимым") по решению от 10 августа 1956 года одной из многочисленных местных комиссий по пересмотру дел репрессированных, которые были созданы Указом Президиума Верховного Совета СССР от 24 марта 1956 года.
После освобождения вернулся в Киев. Ему наконец присвоили звание мастера спорта СССР, норму которого он выполнил еще в львовском полуфинале XIX чемпионата СССР (1951). Через некоторое время его избрали в состав Федерации шахмат Украины. Были возражения: «Сахаров же „сидел“, про него говорят, что был переводчиком в гестапо, и прочее». Выбрали после свидетельства шахматного активиста полковника милиции Петра Диденко: «Я лично пересматривал в компетентных органах его дело — оно кристально чистое» (Е. Лазарев).
В 1963 году Юрию Сахарову присвоили звание заслуженного тренера Украины. Под его руководством юношеская сборная Украины становилась чемпионом СССР по шахматам в 1958, 1962 и 1963 гг.
В единственном международном турнире, в котором ему разрешили участвовать (Варна, 1968 года), Сахаров уверенно занял 1-е место, выполнив норму балла международного мастера. Но возможности выполнить второй балл, необходимый для присвоения звания, ему больше не предоставили. В 1971 году он завоевал это звание в заочной игре и дважды (1972, 1976 гг.) в составе сборной СССР завоевывал золотые медали во Всемирных шахматных олимпиадах по переписке под эгидой ИКЧФ.
Трагически погиб в сентябре 1981 года недалеко от посёлка Буча Киевской области, где находилась его дача. Вероятно, при попытке перейти железнодорожное полотно попал между двумя поездами. «Ясно, никто не поверил, что это была случайность. Было много версий, кто это сделал — от украинских националистов до КГБ. Но похороны получились по государственному разряду — оркестр, несли награды.»
Как вспоминает В. Нейштадт, «впоследствии Владимир Пак, не один год собиравший материалы о самом выдающемся шахматисте-дончанине, обращался с запросом по этой трагедии в республиканское МВД, но следствием так и не было точно установлено, что это было — несчастный случай или Сахарова сбросили с поезда. Он склонялся к мысли, может, располагая и какой-то дополнительной информацией, что случившееся на станции Буча — страшное эхо тех лет, когда Юрий Николаевич отбывал срок в первой половине 50-х по фантастически надуманной политической статье».
Однако для подобной конспирологии вряд ли имеются достаточные основания. Известно, что Сахаров много лет страдал гипертонией и накануне гибели выписался из больницы, где лечился по этому поводу. Ряд лекарств от гипертонии обладают самым различным побочным действием, включая нарушения координации, что могло сыграть роковую роль. Юрий Николаевич также мог просто внезапно почувствовать недомогание и оказаться слишком близко к проносившемуся поезду.
Николай Фузик, работая над биографией Сахарова, в 2020 году сделал запрос в архив МВД Киевской области и получил ответ, что никакими сведениями на этот счет они не располагают, а также, что срок хранения закрытых дел такого рода составляет 15 лет, после чего они уничтожаются.

## Шахматная деятельность
Участвовал в пяти чемпионатах СССР (1960, 1964/65, 1965, 1967, 1968/69).
19 раз играл в чемпионатах Украинской ССР. Дважды становился чемпионом Украинской ССР (1966 и 1968 гг.). Три раза выигрывал серебряные медали: 1958, 1960 и 1964 гг. (в 1960 г. проиграл дополнительный матч за 1-е место Л. З. Штейну). Был бронзовым призером чемпионатов Украинской ССР 1947, 1957, 1961 и 1962 гг.
Выиграл сильный по составу международный турнир в Варне (1968 г.).
Трижды, в 1962 - 1964 гг., побеждал в первенствах ЦС ДСО «Авангард».
В составе сборной СССР участвовал в матчах со сборной Югославии (1966 и 1968 гг.). В составе сборной Украины четырежды участвовал в товарищеских матчах со командами Болгарии (1962, 1964, 1966, 1968 гг.) и Западного Берлина (1970). Примечательно, что все эти матчи проходили в СССР, а до поездок на матчи, проходивших в странах команд-соперниц, Сахарова ни разу не допустили. Единственным исключением явилась поездка в Краков (1969) на матчи сборной Киева с местными командами.
В составе сборной Украинской ССР участвовал в спартакиадах народов СССР (1959, 1963 и 1967 гг.) и командных первенствах СССР.
Много и успешно играл по переписке. В составе сборной СССР был двукратным победителем командных чемпионатов мира (заочных шахматных олимпиад).

### Тренерская работа
В начале 1960-х гг. был главным тренером сборной ЦС ДСО «Авангард».
Тренировал сборную Украинской ССР и юношескую сборную Украинской ССР. Под его руководством юношеская сборная УССР в 1950 и 1951 гг. стала серебряным призером командного первенства СССР в своей возрастной категории, а в 1958, 1962 и 1963 гг. — чемпионом.
В 1979 г. был помощником главного тренера сборной Украинской ССР В. Э. Карта на VII Спартакиаде народов СССР (сборная заняла 1-е место).
Среди учеников Сахарова — семикратная чемпионка Украины Б. И. Вайсберг (в 1935, 1936, 1938, 1946,1950, 1956 и 1959 гг.), международный гроссмейстер среди женщин, участница претендентских соревнований на звание чемпионки мира Л. К. Семенова.

## Спортивные результаты
| Год                       | Город                                                             | Соревнование                                                      | +  | −  | =  | Очки      | Место                             |
| ------------------------- | ----------------------------------------------------------------- | ----------------------------------------------------------------- | -- | -- | -- | --------- | --------------------------------- |
| 1940                      | Сталино                                                           | Чемпионат Сталина                                                 |    |    |    | 9 из 13   | 3                                 |
|                           | Сталино                                                           | Полуфинал чемпионата Украинской ССР                               | 5  | 0  | 6  | 8 из 11   | 1                                 |
|                           | Киев                                                              | 12-й чемпионат Украинской ССР                                     | 3  | 7  | 7  | 6½ из 17  | 13—15                             |
| 1941                      | Сталино                                                           | Чемпионат Сталина                                                 |    |    |    | 9½ из 13  | 3                                 |
|                           | Сталино                                                           | Чемпионат Сталинской области                                      |    |    |    |           | 1                                 |
| 1946                      | Киев                                                              | 15-й чемпионат Украинской ССР                                     |    |    |    | 11½ из 17 | 4—6                               |
| 1947                      | Киев                                                              | Чемпионат Киева                                                   |    |    |    |           | 1—2                               |
|                           | Киев                                                              | 16-й чемпионат Украинской ССР                                     | 8  | 3  | 5  | 10½ из 16 | 3—4                               |
| 1948                      | Киев                                                              | Чемпионат Киева                                                   |    |    |    |           | 1                                 |
|                           | Киев                                                              | 17-й чемпионат Украинской ССР                                     | 4  | 7  | 7  | 7½ из 18  | 13—15                             |
| 1949                      | Киев                                                              | Чемпионат Киева                                                   |    |    |    |           | 1                                 |
|                           | Львов                                                             | Четвертьфинал 17-го чемпионата СССР                               |    |    |    | 9½ из 15  | 4                                 |
|                           | Одесса                                                            | 18-й чемпионат Украинской ССР                                     | 7  | 3  | 9  | 11½ из 19 | 6—9                               |
| 1950                      | Киев                                                              | 19-й чемпионат Украинской ССР                                     | 4  | 4  | 9  | 8½ из 17  | 9—11                              |
|                           | Киев                                                              | Полуфинал 18-го чемпионата СССР                                   |    |    |    |           | 10—11                             |
|                           | Тбилиси                                                           | Четвертьфинал 19-го чемпионата СССР                               |    |    |    | 11½ из 15 | 1—2                               |
| 1951                      | Киев                                                              | 20-й чемпионат Украинской ССР                                     | 8  | 4  | 5  | 10½ из 17 | 5                                 |
|                           | Львов                                                             | Полуфинал 19-го чемпионата СССР                                   | 8  | 2  | 9  | 12½ из 19 | 1                                 |
| 1956                      | Тбилиси                                                           | Полуфинал 24-го чемпионата СССР                                   | 4  | 8  | 7  | 7½ из 19  | 15—16                             |
| 1957                      | Киев                                                              | 26-й чемпионат Украинской ССР                                     | 8  | 3  | 6  | 11 из 17  | 3                                 |
|                           | Ленинград                                                         | Матч РСФСР — Украинская ССР (против Р. Г. Нежметдинова)           | 1  | 1  | 0  | 1 из 2    |                                   |
|                           | Киев                                                              | Полуфинал 25-го чемпионата СССР                                   | 5  | 6  | 8  | 9 из 19   | 14                                |
| 1958                      | Киев                                                              | Чемпионат Киева                                                   | 5  | 2  | 6  | 8 из 13   | 2—3                               |
|                           | Киев                                                              | 27-й чемпионат Украинской ССР                                     | 6  | 1  | 9  | 10½ из 16 | 2—4                               |
|                           | Вильнюс                                                           | Командное первенство СССР (сборная Украинской ССР, 3-я доска)     |    |    |    |           |                                   |
| 1959                      | Киев                                                              | 28-й чемпионат Украинской ССР                                     | 8  | 3  | 10 | 13 из 21  | 4—5                               |
|                           | Москва                                                            | II Спартакиада народов СССР (сборная Украинской ССР, 4-я доска)   | 4  | 2  | 1  | 4½ из 7   | Команда — бронзовый призер        |
|                           | Челябинск                                                         | Полуфинал 27-го чемпионата СССР                                   |    |    |    |           |                                   |
| 1960                      | Ленинград                                                         | 27-й чемпионат СССР                                               | 5  | 12 | 2  | 6 из 19   | 18—20                             |
|                           | Киев                                                              | Первенство ЦС ДСО «Авангард»                                      | 4  | 5  | 6  | 7 из 15   | 8—9                               |
|                           | Киев                                                              | 29-й чемпионат Украинской ССР                                     | 8  | 1  | 8  | 12 из 17  | 1—2                               |
|                           | Москва                                                            | Командное первенство СССР (сборная Украинской ССР, 3-я доска)     |    |    |    |           |                                   |
| 1961                      | Киев                                                              | Чемпионат Киева                                                   |    |    |    |           | 1                                 |
|                           | Киев                                                              | 30-й чемпионат Украинской ССР                                     | 6  | 3  | 6  | 9 из 15   | 3—4                               |
| 1961 / 1962               | Новосибирск                                                       | Полуфинал 30-го чемпионата СССР                                   |    |    |    |           | [ 23 ]                            |
| 1962                      | Киев                                                              | Первенство ЦС ДСО «Авангард»                                      | 10 | 2  | 3  | 11½ из 15 | 1                                 |
|                           | Киев                                                              | 31-й чемпионат Украинской ССР                                     | 8  | 2  | 7  | 11½ из 17 | 3                                 |
| 1963                      | Киев                                                              | Первенство ЦС ДСО «Авангард»                                      | 6  | 1  | 6  | 9 из 13   | 2                                 |
|                           | Киев                                                              | 32-й чемпионат Украинской ССР                                     | 8  | 5  | 4  | 10 из 17  | 4—5                               |
|                           | Москва                                                            | III Спартакиада народов СССР (сборная Украинской ССР)             | 0  | 2  | 2  | 1 из 4    |                                   |
| 1964                      | Киев                                                              | Первенство ЦС ДСО «Авангард»                                      | 6  | 2  | 5  | 8½ из 13  | 2                                 |
|                           | Киев                                                              | 33-й чемпионат Украинской ССР                                     | 10 | 3  | 6  | 13 из 19  | 2—3                               |
| 1964 / 1965               | Киев                                                              | 32-й чемпионат СССР                                               | 3  | 7  | 9  | 7½ из 19  | 15—17                             |
| 1965                      | Омск                                                              | Полуфинал 33-го чемпионата СССР                                   |    |    |    | 10½ из 14 | 1                                 |
|                           | Таллин                                                            | 33-й чемпионат СССР                                               | 7  | 5  | 7  | 10½ из 19 | 7                                 |
|                           | Киев                                                              | Матч Украинская ССР — Болгария (против Г. Трингова)               |    |    |    |           |                                   |
| 1966                      | Киев                                                              | 35-й чемпионат Украинской ССР                                     | 11 | 2  | 4  | 13 из 17  | 1                                 |
|                           | Сухуми                                                            | Матч СССР — Югославия                                             | 1  | 0  | 5  | 3½ из 6   |                                   |
|                           | Москва                                                            | Командное первенство СССР                                         | 2  | 2  | 1  | 2½ из 5   |                                   |
| 1967                      | Днепропетровск                                                    | Спартакиада Украинской ССР                                        |    |    |    |           |                                   |
|                           | Киев                                                              | 36-й чемпионат Украинской ССР                                     |    |    |    | 8 из 13   | 6—16                              |
|                           | Харьков                                                           | 35-й чемпионат СССР                                               | 7  | 2  | 4  | 9 из 13   | 6—7                               |
|                           | Москва                                                            | IV Спартакиада народов СССР (сборная Украинской ССР, 4-я доска)   | 2  | 2  | 4  | 4 из 8    |                                   |
| 1968                      | Киев                                                              | 37-й чемпионат Украинской ССР                                     | 9  | 1  | 7  | 12½ из 17 | 1                                 |
|                           | Сочи                                                              | Мемориал М. И. Чигорина                                           |    |    |    |           |                                   |
|                           | Одесса                                                            | Матч Украинская ССР — Болгария (против Н. Падевского)             |    |    |    |           |                                   |
|                           | Рига                                                              | Командное первенство СССР                                         | 2  | 4  | 3  | 3½ из 9   |                                   |
|                           | Варна                                                             | Международный турнир                                              | 8  | 1  | 5  | 10½ из 14 | 1                                 |
|                           | Сочи                                                              | Матч СССР — Югославия (против П. Остоича)                         | 3  | 0  | 1  | 3½ из 4   |                                   |
| 1968 / 1969               | Алма-Ата                                                          | 36-й чемпионат СССР                                               | 5  | 6  | 8  | 9 из 19   | 14                                |
| 1969                      | Воронеж                                                           | Полуфинал 37-го чемпионата СССР                                   |    |    |    |           |                                   |
|                           | Краков                                                            | Матч Краков — Киев (против Р. Гонсиоровского)                     |    |    |    |           |                                   |
| 1970                      | Киев                                                              | 39-й чемпионат Украинской ССР                                     | 0  | 8  | 9  | 4½ из 17  | 18                                |
|                           | Киев                                                              | Матч Украинская ССР — Западный Берлин (против Р. Тешнера)         | 0  | 0  | 4  | 2 из 4    |                                   |
| СОРЕВНОВАНИЯ ПО ПЕРЕПИСКЕ |                                                                   |                                                                   |    |    |    |           |                                   |
| 1961—1962                 | Матч Украинская ССР — Франция (против М. Рооса)                   | Матч Украинская ССР — Франция (против М. Рооса)                   | 1  |    |    |           |                                   |
| 1968—1972                 | 7-й командный чемпионат мира (сборная СССР)                       | 7-й командный чемпионат мира (сборная СССР)                       |    |    |    | 7 из 8    | Команда — чемпион                 |
| 1972—1976                 | 8-й командный чемпионат мира (сборная СССР)                       | 8-й командный чемпионат мира (сборная СССР)                       |    |    |    | 5 из 9    | Команда — чемпион                 |
| 1973—1977                 | Кубок ИКЧФ                                                        | Кубок ИКЧФ                                                        |    |    |    |           |                                   |
| 1975—1978                 | 5-е командное первенство СССР (сборная Украинской ССР, 1-я доска) | 5-е командное первенство СССР (сборная Украинской ССР, 1-я доска) |    |    |    | 7½ из 12  | Команда — 4-я, 5 место на доске   |
| 1977—1980                 | Полуфинал 9-го чемпионата мира                                    | Полуфинал 9-го чемпионата мира                                    |    |    |    |           |                                   |
| 1978—1981                 | 6-е командное первенство СССР (сборная Украинской ССР, 1-я доска) | 6-е командное первенство СССР (сборная Украинской ССР, 1-я доска) |    |    |    | 10 из 16  | Команда — 3-я, 2—5 место на доске |

## Память
Украинской федерацией заочных шахмат проводился мемориал Юрия Сахарова.